# Negatron
Negatron è l'ottavo album della band canadese thrash metal Voivod, prodotto nel 1995 dalla Linus Entertainment.
È il primo album nel quale Eric Forrest sostituisce i membri fondatori Jean-Yves Thériault (basso) e Denis Bélanger (voce).

## Tracce
1. Insect – 5:41
2. Project X – 4:49
3. Nanoman – 5:11
4. Reality? – 4:21
5. Negatron – 7:08
6. Planet Hell – 4:34
7. Meteor – 4:14
8. Cosmic Conspiracy – 6:10
9. Bio-TV – 4:55
10. D.N.A. (Don't No Anything) – 4:36

## Formazione
- Eric Forrest - voce, basso
- Michel Langevin - batteria
- Denis D'Amour - chitarra